# Lamba Doria

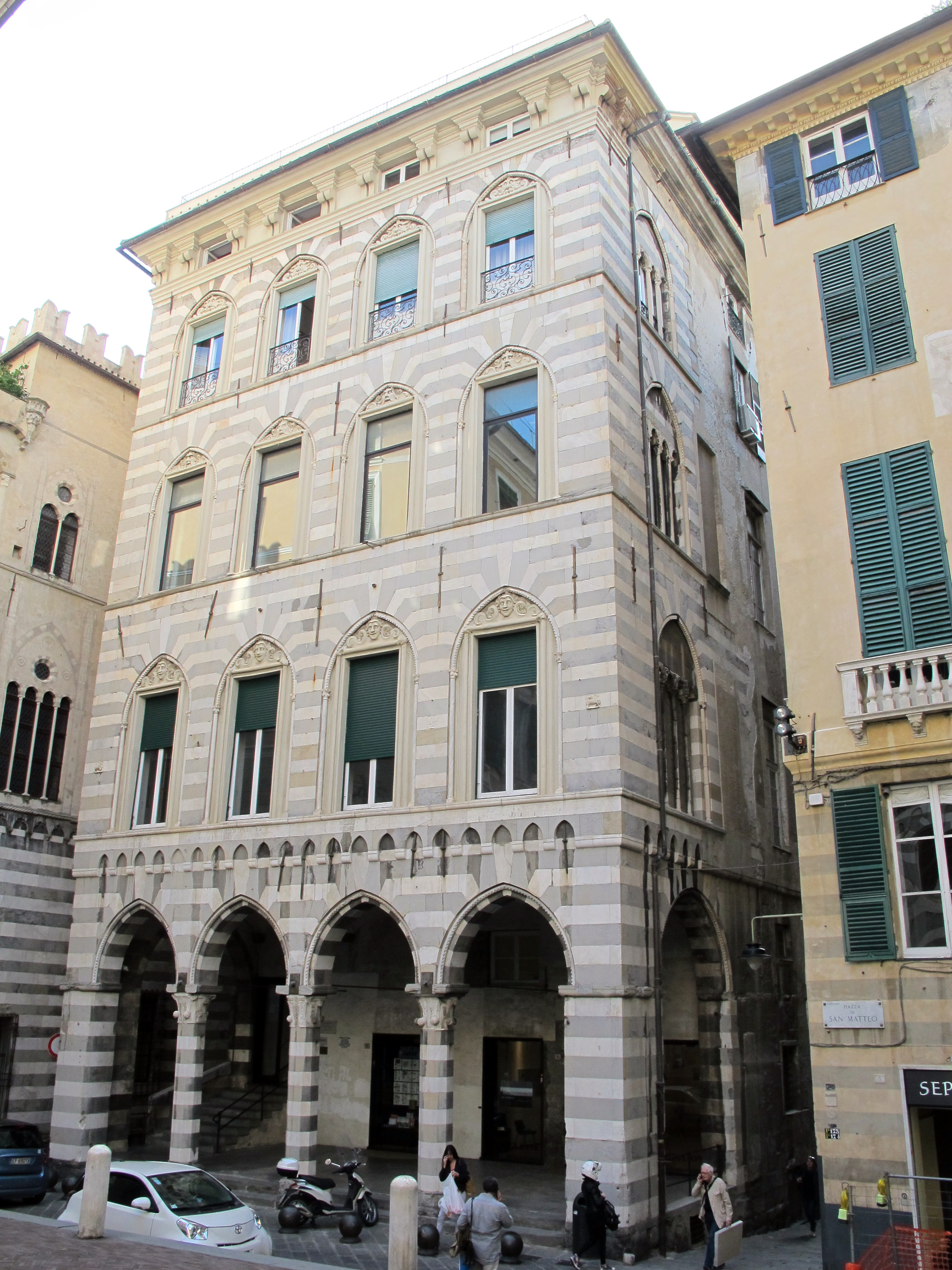
Der Palazzo Lamba Doria in Genua

Lamba Doria, auch Lamba D'Oria (* vor 1250 in Genua; † 17. Oktober 1321 in Savona) war ein Flottenführer der Republik Genua.

## Leben
Lamba Doria wurde als jüngster der vier Söhne von Pietro Doria und Mabilia Casiccia geboren. Er war der Bruder des Capitano del Popolo Oberto Doria, die anderen Brüder hießen Nicolò und Iacopo. 
Er wird als einer der besten Admiräle der Genuesen zusammen mit seinem Nachfahren Andrea Doria angesehen. Er besiegte 1298 während des Curzola-Krieges die Venezianer in der Seeschlacht bei Curzola, wo er den venezianischen Admiral Andrea Dandolo gefangen nahm, dazu mehrere Tausend Venezianer. Unter den Gefangenen befand sich auch Marco Polo.
Nach seiner triumphalen Rückkehr nach Genua schenkte ihm die Kommune einen Palast an der Piazza San Matteo . Er wurde auch zum Capitano del Popolo ernannt. Seine direkten Nachkommen, die noch leben, erhielten den Titel eines Markgrafen.
Als die Stadt Genua vor Kaiser Heinrich VII. am 21. Oktober 1311 kapitulierte, wurde er vom Kaiser mit der Aufstellung einer Flotte beauftragt, möglicherweise für einen Angriff auf Robert von Anjou, aber diese Seekampagne fand letztlich nicht statt.
Als Genua 1317 dann an die Guelfen fiel, war Lamba Doria gezwungen, die Stadt zu verlassen und sein Leben im Exil zu beenden. Er starb am 17. Oktober 1321 in Savona, wurde aber in Genua begraben.